# 할리우드
할리우드(영어: Hollywood)는 미국 캘리포니아주 로스앤젤레스의 한 구역으로 미국 영화 산업의 중심지이다. 로스앤젤레스 중심가(다운타운)의 북서쪽에 위치해 있다. 수많은 영화들이 제작되고, 그로 인해 많은 유명 배우들이 등장한 곳으로 유명하여, 할리우드라는 명칭은 미국의 연예계를 대표하는 대명사로 쓰이고 있다.
그로만즈 차이니즈 극장 등의 할리우드의 역사적인 영화관에서는 현재 많은 미국 영화들이 첫상영되기도하고, 아카데미 시상식이 열리곤 한다. 유명배우들의 이름이나 그들의 손도장과 발도장이 찍혀있는 스타의 거리(Walk of Fame)을 구경하기 위해 전 세계에서 관광객들이 운집되는 곳이기도 하다.
1853년 지금은 할리우드가 된 곳에 어도비 벽돌로 만든 헛간 하나가 있었다. 할리우드는 1900년대초에는 인구 500명의 작은 농촌에 불과했으나, 1910년 로스앤젤레스로 합병되었고, 그 후 미국 동부의 뉴욕과 뉴저지일대에서 번성하였던 영화산업이 캘리포니아의 좋은 날씨와 밝은 햇빛이(당시에는 전구가 있었지만, 그래도 가장 좋은 광원은 햇빛이었다) 영화촬영에 유리하다고 판단, 할리우드로 옮기기 시작하면서 발전하기 시작해, 20세기의 영화산업을 대표하는 곳이 되어 지금에 이르렀다. 제2차 세계 대전 이후 대부분의 스튜디오가 버뱅크 등 교외 지역으로 옮겨갔지만 할리우드는 계속 상징적인 곳으로 남아 있다. 근처의 비벌리힐스에는 배우와 유명 예능인, 실업가 등이 살고 있다.

## 역사

### 초기 개발
부동산 개발자인 H. J. 휘틀리(H. J. Whitley)는 480에이커(1.9km2) 규모의 E.C. 허드 목장을 구입하기로 했다. 그들은 가격에 동의하고 거래에 악수했다. 휘틀리는 로스엔젤레스 타임스의 발행인인 해리슨 그레이 오티스(Harrison Gray Otis) 장군 및 이 지역의 저명한 사업가인 이바르 웨이드(Ivar Weid)와 함께 새로운 도시에 대한 자신의 계획을 공유했다.
헐리우드 발전을 돕기 위해 토지를 기부한 대이다 윌콕스는 일리노이 주에 헐리우드라는 이름의 부동산을 소유한 지인으로부터 헐리우드라는 이름을 알게 되었다. 윌콕스는 "나는 헐리우드라는 이름이 듣기 좋고 미신적이며 홀리가 행운을 가져다주기 때문에 선택했다"라고 말했다. 그녀는 1887년 2월 1일에 120에이커를 구입한 남편 하비 H.윌콕스에게 같은 이름을 추천했다. 윌콕스는 1887년 8월이 되어서야 그 이름을 사용하기로 결정하고 로스앤젤레스 카운티 등기소 사무실에 증서를 제출했다.
1900년까지 이 지역에는 우체국, 신문, 호텔, 두 개의 시장이 있었다. 인구 102,479명의 로스앤젤레스는 동쪽으로 16km(10마일) 떨어진 곳에 포도원, 보리밭, 감귤나무 숲이 펼쳐져 있다. 단선 전차 노선이 프로스펙트 애비뉴(Prospect Avenue) 중앙을 따라 달렸지만 운행 빈도가 낮았고 여행에는 2시간이 걸렸다. 오래된 감귤류 과일 포장소를 마구간으로 개조하여 할리우드 주민들의 교통을 개선했다.
할리우드 호텔은 로스 퍼시픽 블러버드 앤드 디밸롭먼트 컴퍼니(Los Pacific Boulevard and Development Company)의 사장인 휘틀리에 의해 1902년에 문을 열었다. 마침내 허드 목장을 인수하고 분할한 휘틀리는 토지 구매자를 유치하기 위해 호텔을 지었다. 하일랜드 애비뉴(Highland Avenue)의 서쪽에 위치한 이 구조물은 프로스펙트 애비뉴(Prospect Avenue, 나중에 헐리우드 블러버드, Hollywood Boulevard로 이름이 변경됨)를 향하고 있다. 여전히 먼지가 많고 비포장 도로였지만 정기적으로 경사가 있고 자갈이 깔려 있었다. 이 호텔은 국제적으로 알려지게 되었으며 수년 동안 시민 및 사회 생활의 중심지이자 영화배우들의 본거지였다.
휘틀리의 회사는 초기 주거 지역 중 하나인 오션 뷰 트랙트(Ocean View Tract)를 개발 및 판매했다. 휘틀리는 이 지역을 홍보하기 위해 많은 노력을 기울였다. 그는 전기를 설치하고 전기 조명을 마련하기 위해 수천 달러를 지불했으며 카후엔가 패스(Cahuenga Pass)로 향하는 은행과 도로를 모두 건설했다. 조명은 프로스펙트 애비뉴 아래 여러 블록에 걸쳐 작동되었다. 휘틀리의 땅은 하일랜드 애비뉴의 중심에 있었다. 그의 1918년 개발품인 휘틀리 하이츠(Whitley Heights)는 그의 이름을 따서 명명되었다.

### 설립 및 합병
할리우드는 1903년 11월 14일 찬성 88표, 반대 77표로 지방자치단체로 통합되었다. 1904년 1월 30일, 할리우드 유권자들은 113대 96으로 약용 목적을 제외하고 도시 내 주류 판매를 금지하기로 결정했다. 호텔이나 레스토랑 모두 식사 전후에 와인이나 주류를 제공하는 것이 허용되지 않았다.
1910년에 시는 적절한 물 공급을 확보하고 L.A. 하수 시스템에 접근하기 위해 로스앤젤레스와의 합병을 결정했다.
합병으로 인해 프로스펙트 애비뉴의 이름이 헐리우드 블러버드로 변경되었고, 새로운 구역의 거리 번호도 모두 변경되었다. 예를 들어 버몬트 애비뉴의 100 프로스펙트 애비뉴는 6400 헐리우드 블러버드가 되었다. 헐리우드 블러버드의 100 카후엔가 블러버드는 1700 카후엔가 블러버드로 변경되었다.

### 영화산업
1912년까지 주요 영화 회사들은 로스앤젤레스 근처나 로스앤젤레스에서 제작을 시작하기 위해 서부로 왔다.
1900년대 초, 대부분의 영화 카메라 및 장비 특허는 뉴저지에 있는 토머스 에디슨의 영화 특허 회사(Motion Picture Patents Company)가 보유했으며, 종종 영화 제작자에게 제작 중단을 위해 소송을 제기했다. 이를 피하기 위해 영화 제작자들은 에디슨의 특허를 시행하려는 시도를 회피하기 쉬운 로스앤젤레스로 이주하기 시작했다. 또한 날씨는 영화 제작에 이상적이었고 다양한 설정에 빠르게 접근할 수 있었다. 로스앤젤레스는 미국 영화 산업의 중심지가 되었다. 산, 평원, 낮은 토지 가격 덕분에 할리우드는 영화 스튜디오를 설립하기에 좋은 곳이었다.
D. W. 그리피스 감독은 할리우드에서 최초로 영화를 만든 사람이다. 그의 17분짜리 단편 영화 인 올드 캘리포니아(In Old California, 1910)는 바이오그래프 컴퍼니(Biograph Company)를 위해 촬영되었다. 헐리우드는 그 해 합병 이전에 영화관을 금지했지만 로스앤젤레스에는 그러한 제한이 없었다.
헐리우드 최초의 스튜디오는 1913년 초 헬렌 뮤어의 집에서 길 아래 포모사 애비뉴에 문을 열었다. 그녀의 아버지 존 뮤어는 몇 달 후 유럽과 동아프리카 여행을 마치고 돌아와 저서 "더 요세미티"를 계속 작업했다. 네스터 필름 컴퍼니(Nestor Film Company)는 1911년 10월 뉴저지에 본사를 둔 센타우르 필름 컴퍼니(Centaur Film Company)가 6121 선셋 블러버드에 있는 로드하우스에 설립한 최초의 스튜디오였다. 파라마운트(Paramount), 워너 브라더스(Warner Bros.), RKO, 컬럼비아(Columbia) 등 4개의 주요 영화사들이 헐리우드에 스튜디오를 갖고 있었고 몇몇 소규모 회사와 렌탈 스튜디오도 마찬가지였다. 1920년대에 할리우드는 미국에서 다섯 번째로 큰 산업이었다. 1930년대에 할리우드 스튜디오는 완전히 수직적으로 통합되었다. 제작, 배급, 전시가 이들 회사에 의해 통제되면서 할리우드는 연간 600편의 영화를 제작할 수 있게 되었다.
할리우드는 영화 산업의 빛나는 이미지로 인해 틴셀트타운(Tinseltown), 꿈의 공장으로 알려지게 되었다.

### 향후 개발
헐리우드랜드(HOLLYWOODLAND)라고 적힌 대형 간판은 부동산 개발업자인 우드러프(Woodruff)와 숄츠(Shoults)의 주택 개발을 광고하기 위해 1923년 할리우드 힐스에 세워졌다. 1949년 할리우드 상공회의소는 로스앤젤레스 시와 간판을 수리하고 재건축하는 계약을 체결했다. 이 계약에서는 랜드(LAND)를 제거하여 헐리우드(HOLLYWOOD)로 표기하도록 규정했으며 이제 표지판은 주택 개발이 아닌 해당 지역을 지칭하게 되었다.
1950년대 초, 캘리포니아 주는 할리우드 북동쪽 모퉁이를 통과하는 할리우드 고속도로를 건설했다.
헐리우드 블러버드 바로 북쪽 바인 스트리트(Vine Street)에 있는 캐피톨 레코드 빌딩(Capitol Records Building)은 1956년에 지어졌다. 할리우드 명예의 전당(Hollywood Walk of Fame)은 예술가와 엔터테인먼트 산업에 크게 기여한 사람들을 기리기 위해 1958년에 만들어졌다. 공식 개장일은 1960년 2월 8일이었다.
할리우드 대로 상업 및 엔터테인먼트 지구는 1985년 미국 국립 사적지로 등재되었다.
1999년 6월, 로스앤젤레스 카운티 메트로 레일 레드 라인(Los Angeles County Metro Rail Red Line) 지하철의 할리우드 연장선이 로스앤젤레스 다운타운에서 샌 페르난도 밸리(San Fernando Valley)까지 개통되었다.
2001년 할리우드 & 하이랜드 센터 몰에 코닥 극장(Kodak Theatre)으로 개장한 돌비 극장(Dolby Theatre)은 매년 아카데미 시상식 프로그램이 열리는 장소이다. 쇼핑몰은 한때 유서 깊은 할리우드 호텔이 있던 자리에 위치해 있다.

### 활성화
1980년대에 범죄, 마약, 일부 주민들의 빈곤 증가로 인해 동네가 심각한 쇠퇴를 겪은 후 많은 랜드마크가 철거 위협을 받았다. 선셋 블러버드와 고어 스트리트(Gower Street)의 북서쪽 모퉁이에 있는 컬럼비아 광장은 현재 진행 중인 할리우드 재탄생의 일부이다. 1938년에 완공된 아르데코 스타일의 스튜디오 단지는 한때 CBS의 헐리우드 본부였다. 2014년 케이블 TV 네트워크 MTV, 코미디 센트럴, BET 및 스파이크 TV가 4억 2천만 달러 규모의 사무실, 주거 및 소매 단지의 일부로 이곳에 사무실을 통합하면서 이곳은 차세대 방송사의 본거지가 되었다.
2000년 이후 할리우드는 민간기업과 공공기획자들의 활성화로 점점 고급화됐다. 2001년부터 2016년 사이에 할리우드 지역에 1,200개가 넘는 호텔 객실이 추가되었다. 2019년에는 4,000개의 새 아파트와 30개 이상의 중저층 개발 프로젝트가 승인되었다.

### 탈퇴 운동
2002년 일부 할리우드 유권자들은 이 지역이 로스앤젤레스에서 분리되어 별도의 자치단체가 되도록 캠페인을 시작했다. 그해 6월, 로스앤젤레스 카운티 감독 위원회는 할리우드와 샌 페르난도 밸리에 대한 탈퇴 국민투표를 투표에 부쳤다. 통과하려면 제안된 새 지방자치단체의 유권자 과반수와 로스앤젤레스 전체 유권자 과반수의 승인이 필요했다. 11월 선거에서는 두 법안 모두 시 전체 투표에서 큰 차이로 실패했다.

## 지리
로스앤젤레스 타임스의 매핑 L.A. 프로젝트에 따르면 할리우드는 북쪽으로 할리우드 힐스, 북동쪽으로 로스 펠리즈, 동쪽으로 이스트 할리우드 또는 버질 빌리지, 남쪽으로 라치몬트와 핸콕 파크, 남서쪽으로 페어팩스와 접해 있으며, 서쪽에는 웨스트 할리우드(West Hollywood), 북서쪽에는 할리우드 힐스 웨스트(Hollywood Hills West)가 있다.
1918년 H. J. 휘틀리는 건축가 A. S. 반스에게 휘틀리 하이츠(Whitley Heights)를 헐리우드 블러버드 위의 언덕에 있는 지중해 스타일의 마을로 설계하도록 의뢰했다. 이는 최초의 연예인 커뮤니티가 되었다.
할리우드 내의 다른 지역으로는 프랭클린 빌리지, 리틀 아르메니아, 스폴딩 스퀘어, 타이 타운, 유카 코리도 등이 있다.

## 저명한 지역
- 돌비 극장
- 엘카피탠 극장
- TCL 차이니즈 시어터
- 할리우드 포에버 묘지
- 할리우드 명예의 거리
- 할리우드 왁스 박물관

## 기후
로스앤젤레스의 다른 지역과 마찬가지로 할리우드는 더운 여름 지중해성 기후 또는 건조한 여름 아열대 기후를 가지고 있다. 겨울은 일반적으로 온화하고 비가 많이 오지만, 겨울에도 여전히 따뜻하고 맑은 날이 많다. 여름은 덥고 화창하며 건조하며 4월과 10월 사이에는 비가 거의 내리지 않는다. 여름날은 더울 수 있지만 산 페르난도 밸리(San Fernando Valley)보다 상당히 시원하다. 봄과 가을은 일반적으로 따뜻하고 화창하며 쾌적한다. 산타아나 바람은 일반적으로 가을과 겨울에 발생하지만 어느 달에나 발생할 수 있다. 산타아나 바람은 강풍, 높은 기온, 낮은 습도를 가져오며, 특히 건조한 해에는 산불 위험이 높아진다. 스모그는 여름철에 가끔 발생할 수 있다. 5월과 6월은 할리우드에서 안개가 자욱하고 흐릴 수 있는데, 이는 남부 캘리포니아 주민들에게 "메이 그레이(May Gray)" 또는 "준 글룸(June Gloom)"으로 알려진 현상이다.
할리우드의 역대 최고 기온은 1990년 6월 26일의 112°F(44°C)이고, 1978년 12월 8일과 1978년 12월 8일의 역대 최저 기온은 24°F(-4°C)이다.
| Hollywood, Los Angeles, California의 기후 | Hollywood, Los Angeles, California의 기후 | Hollywood, Los Angeles, California의 기후 | Hollywood, Los Angeles, California의 기후 | Hollywood, Los Angeles, California의 기후 | Hollywood, Los Angeles, California의 기후 | Hollywood, Los Angeles, California의 기후 | Hollywood, Los Angeles, California의 기후 | Hollywood, Los Angeles, California의 기후 | Hollywood, Los Angeles, California의 기후 | Hollywood, Los Angeles, California의 기후 | Hollywood, Los Angeles, California의 기후 | Hollywood, Los Angeles, California의 기후 | Hollywood, Los Angeles, California의 기후 |
| 월                                        | 1월                                       | 2월                                       | 3월                                       | 4월                                       | 5월                                       | 6월                                       | 7월                                       | 8월                                       | 9월                                       | 10월                                      | 11월                                      | 12월                                      | 연간                                      |
| ----------------------------------------- | ----------------------------------------- | ----------------------------------------- | ----------------------------------------- | ----------------------------------------- | ----------------------------------------- | ----------------------------------------- | ----------------------------------------- | ----------------------------------------- | ----------------------------------------- | ----------------------------------------- | ----------------------------------------- | ----------------------------------------- | ----------------------------------------- |
| 역대 최고 기온 °F (°C)                    | 91 (33)                                   | 91 (33)                                   | 93 (34)                                   | 103 (39)                                  | 99 (37)                                   | 108 (42)                                  | 106 (41)                                  | 98 (37)                                   | 109 (43)                                  | 102 (39)                                  | 99 (37)                                   | 94 (34)                                   | 109 (43)                                  |
| 일평균 최고 기온 °F (°C)                  | 66.5 (19.2)                               | 66.9 (19.4)                               | 67.4 (19.7)                               | 70.2 (21.2)                               | 70.6 (21.4)                               | 72.8 (22.7)                               | 77.2 (25.1)                               | 79.4 (26.3)                               | 77.9 (25.5)                               | 74.8 (23.8)                               | 71.3 (21.8)                               | 66.7 (19.3)                               | 71.8 (22.1)                               |
| 일평균 최저 기온 °F (°C)                  | 50.5 (10.3)                               | 50.8 (10.4)                               | 51.3 (10.7)                               | 53.2 (11.8)                               | 55.8 (13.2)                               | 57.5 (14.2)                               | 61.5 (16.4)                               | 62.4 (16.9)                               | 61.7 (16.5)                               | 58.8 (14.9)                               | 55.2 (12.9)                               | 50.7 (10.4)                               | 55.8 (13.2)                               |
| 역대 최저 기온 °F (°C)                    | 30 (−1)                                   | 36 (2)                                    | 37 (3)                                    | 40 (4)                                    | 45 (7)                                    | 44 (7)                                    | 52 (11)                                   | 51 (11)                                   | 48 (9)                                    | 40 (4)                                    | 33 (1)                                    | 33 (1)                                    | 30 (−1)                                   |
| 평균 강수량 인치 (mm)                     | 3.99 (101)                                | 5.23 (133)                                | 2.84 (72)                                 | 0.97 (25)                                 | 0.31 (7.9)                                | 0.11 (2.8)                                | 0.02 (0.51)                               | 0.05 (1.3)                                | 0.25 (6.4)                                | 0.91 (23)                                 | 1.36 (35)                                 | 2.75 (70)                                 | 18.79 (477.91)                            |
| 출처: The Weather Channel                 |                                           |                                           |                                           |                                           |                                           |                                           |                                           |                                           |                                           |                                           |                                           |                                           |                                           |

## 할리우드 주변 지역
- 할리우드 힐스
- 이스트 할리우드
- 멜로즈 힐스

## 랜드마크
- 할리우드 사인
- 할리우드 하이스쿨

## 같이 보기
- 발리우드
- 놀리우드
- 메이저 영화사